# 小行星25273
小行星25273（25273 Barrycarole）是一颗绕太阳运转的小行星，为主小行星带小行星。该小行星于1998年11月15日发现。

## 轨道参数
小行星25273的轨道半长轴为2.9101489 UA，离心率为0.073。